# Frontier County
Frontier County är ett administrativt område i delstaten Nebraska, USA, med 2 756 invånare. Den administrativa huvudorten (county seat) är Stockville. 

## Geografi
Enligt United States Census Bureau så har countyt en total area på 2 538 km². 2 524 km² av den arean är land och 14 km² är vatten. 

### Angränsande countyn
- Gosper County - öst
- Furnas County - sydöst
- Red Willow County - syd
- Hitchcock County - sydväst
- Hayes County - väst
- Lincoln County - nord
- Dawson County - nordöstra